# 戲谷
和信超媒體股份有限公司戲谷分公司（FunTown），簡稱戲谷，是台灣一家網路遊戲公司，於1998年1月1日成立，前稱宏碁戲谷（Acer Funtown/AcerGameZONE）。原為宏碁集團旗下的遊戲軟體服務提供者第三波資訊營運。其營運權於2006年1月1日轉讓予和信超媒體（GigaMedia）繼續經營，全名「和信超媒體股份有限公司戲谷分公司」，並於2008年成立戰谷品牌推出角色扮演類型線上遊戲。至今在台灣擁有600萬名會員。
戲谷擅長開發娛樂及麻將耍樂相關遊戲，成功開發網路廣告桌布、網路橋牌轉播機、全球第一個WAP多人遊戲、首座網路遊樂園、台灣第一個免費網路賽車遊戲及台灣第一個3D網路撞球等創舉。並於香港及中國大陸設有分公司。
中國大陸戲谷娛樂館已經停止營運。

## 旗下遊戲

### 台灣

#### 運營中
- 戲谷娛樂館
  - 戲谷麻將館（戲谷麻將、自摸館、暗棋館、Web版新戲谷麻將、iPhone麻將、iPad麻將）
  - 戲谷撲克館（大老二、Web大老二、怪物十三支、梭哈、真接龍、德州撲克、Vegas德州撲克、撿紅)
  - 戲谷金銀島（水果盤、決戰百家樂、至尊21點、3D拉霸、夢幻滿貫、骰寶、金多蝦、跑馬風雲、拉霸、奇幻接龍、大海賊、賓果、四聖獸、大海賊II、柏青哥、麻將九宮格、7PK、孔雀、百樂町(剪刀石頭布、紅狗、牌九、紅利撲克50手、樂透城堡)、常夏娘、Vegas骰寶、野蠻海盜、嗨爆水果盤、全民大預測）
  - 戲谷OSuKe遊戲町（魔法方塊、逗陣坦克、野蠻碰碰王、歡樂連連）
  - 戲谷小鎮

#### 戰谷營運
- 戰地之王 - 結束代理權、代理權轉交給Garena，Garena,宣布2019年7月30日停止營運。2020年4月17日樂意傳播宣布代理。

#### 已結束營運
- 瘋狂坦克
- 新衝天跑(TALES RUNNER)

.新衝天跑合併至跑Online(HK)
2015/4月合約到期停止營運
- 幸福Online

戲谷於2004年代理幸福Online，在使用者規約中預定代理至少三年。代理之初，曾遭董事長大力的反對，但高層主管群認為遊戲的賣相好，終於在日本代表團即將搭上飛機之前簽下合約。一年後（即2005年），戲谷便火速結束此遊戲在兩岸三地的營運，並聲言此後便不代理任何RPG(角色扮演)類型的網路遊戲。
- 寵物王Online

為戲谷前任的營運者──第三波所自行開發的線上遊戲，曾創下了萬人上線的紀錄，但自從第三波成功於2004年代理幸福Online後，第三波旋即結束開發及營運寵物王。即使網絡上有很多人希望戲谷重新營運寵物王，戲谷亦無意重新營運寵物王遊戲的業務。
- 龍族

世界上推出不少於10個地區版本龍族；戲谷代理中、港、台版本龍族，自從戲谷陸續正式結束龍族營運。網絡上就出現各式各樣龍族私服，證明龍族魅力歷久不衰。
- 四國戰棋
- PP 熊
- 太閤立志傳系列
- 撞球館
- 勇者泡泡龍2 Online
- 10點半
- 賽馬機
- 小瑪莉
- 戰鎚Online
- 光明戰記
- 戰世紀
- 纳纳炸机宝

本游戏香港與台湾基本同步作內部測試，台湾官方也曾经使用了「纳纳」，随后决定重新选择名字，提供了几个选项让网友选择，最后使用了「纳纳炸机宝」一名，但是之后一直没有二测的消息，现在官网也默默下线。
- 戰地之王

原廠不同意續約，代理權被轉移至Garena競舞娛樂。

### 香港

#### 運營中
- 戲谷娛樂館
  - 戲谷麻將館（港式十三張、台式十六張）
  - 戲谷幸運館（拉霸館(LuckyBAR)、跑馬風雲、水果盤）
  - 戲谷小鎮
- 跑Online

#### 已結束營運
- 寵物王Online
- 龍族
- PushBear
- 幸福Online
- 戰錘
- 光明戰記
- 拿拿林Online
- 創界
- A.V.A 戰地之王
- 戲谷娛樂館
  - 戲谷撲克館（鋤大Dee、13張、鬥地主）
  - 戲谷遊樂館（連族、方塊、坦克特攻隊、動物對對碰）
  - 戲谷盲棋館
  - 桌球館
  - 戲谷幸運館（幸運賽豬、至尊21點、奇幻接龍、麻將九宮格、骰寶、決戰百家樂）

### 中國大陸
以下是中國戲谷於2007年8月23日之前曾經運營之遊戲。
 已結束營運 
- 寵物王Online
- 龍族
- 幸福花園Online
- 戲谷娛樂館
  - 上海鬥地主
  - 鬥地主
  - 十三張麻將
  - 桌球
  - 戲谷遊樂場（歡樂3+1、閃電連連看、動物總動員）

## 其他產品
- 戲谷時數卡（台灣）
- 戲谷點數通（香港）

## 永久合作伙伴
- 樂古資訊娛樂網有限公司

## 外部連結
- 台灣戲谷 （页面存档备份，存于）
- 香港戲谷 （页面存档备份，存于）
- 台灣戰谷 （页面存档备份，存于）